# Cratere Zatik
Zatik è un cratere sulla superficie di Cerere.